# دوروثي أبوت
دوروثي أبوت Dorothy Abbott (1920-1968) ممثلة أمريكية.
ولدت في مدينة كانساس سيتي بولاية ميزوري. مثلت في العديد من الأفلام في الأربعينات والخمسينات والستينات. وكانت قد عملت فتاة استعراضية في فندق فلامنغو، وكانت تعرف باسم الفتاة ذات الذراع الذهبية.
انتحرت قبل يوم من عيد ميلادها الثامن والأربعين يوم 15 ديسمبر 1968.
من الأفلام التي مثلت بها: الرجل العظيم –جنوب المحيط الهادي – تجمع النسور.

## روابط خارجية
- دوروثي أبوت على موقع IMDb (الإنجليزية)
- دوروثي أبوت على موقع ألو سيني (الفرنسية)
- دوروثي أبوت على موقع أول موفي (الإنجليزية)
- دوروثي أبوت على موقع قاعدة بيانات الأفلام السويدية (السويدية)
- دوروثي أبوت على موقع قاعدة بيانات الفيلم (الإنجليزية)
- دوروثي أبوت على موقع كينوبويسك (الروسية)